# Pierre Gamarra

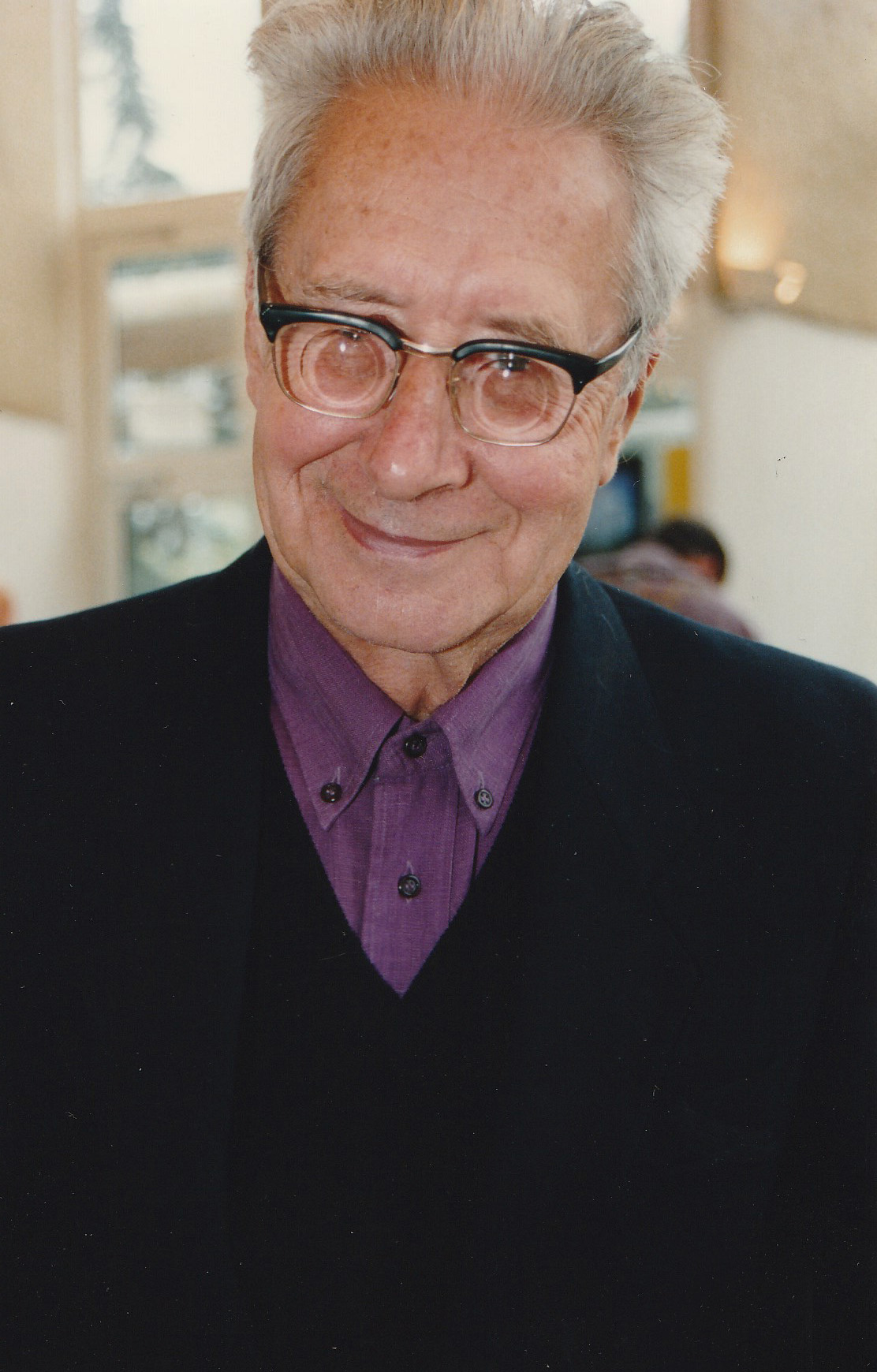
Pierre Gamarra

Pierre Gamarra (* 10. Juli 1919 in Toulouse; † 20. Mai 2009 in Argenteuil) war ein französischer Schriftsteller.

## Biographie
Pierre Gamarra stammt aus dem spanischen Baskenland und aus dem Languedoc. Er war zuerst Schullehrer, dann Journalist und vor allem Erzähler, Dichter und Literaturkritiker. Er hat auch Essays und Theaterstücke geschrieben. Sein der Jugend gewidmetes Werk (Erzählungen, Theaterstücke oder auch Gedichte) wird häufig in den französischen Schulen gelehrt.
Er wurde 1948 in Lausanne mit dem internationalen Charles-Veillon-Preis für seinen Roman La Maison de feu ausgezeichnet.
1951 übernahm Pierre Gamarra die Verantwortung für die Redaktion der Literaturzeitschrift Europe unter der Führung von Pierre Abraham, dem er in 1974 an der Leitung der Zeitschrift nachfolgte.
Sei es an Prosa oder durch Gedichte, Pierre Gamarra wird als einer der interessantesten französischen Schriftsteller für die Jugend anerkannt. Seine Fabeln und seine Gedichte (darunter das berühmte Gedicht Mon cartable) sind den Schülern gut gekannt. Sein Werk für die Jugend beinhaltet auch Romane. In seinem gesamten romanesken Werk meistert Pierre Gamarra die Art und Weise, Farben und Atmosphären darzustellen sowie auch Spannung zu erzeugen, wie in L’assassin a le prix Goncourt oder Capitaine Printemps. 1955 wird einer seiner bekanntesten Romane Le Maître d’école veröffentlicht, in dem er das Leben des Simon Sermet, eines in Südfrankreich ansässigen Laien Schullehrers beschreibt. Er hat auch eine romanhafte Trilogie über Toulouse geschrieben: Die Geheimnisse von Toulouse (1969), Gold und Blut (1973) und Das Glück der zweiundsiebzig Tage (1977).
1985 wird ihm der Grand Prix de la Société des Gens de Lettres für Le Fleuve palimpseste verliehen.
Er wurde oft als ein okzitanischer Schriftsteller in französischer Sprache beschrieben. Sein Werk ist umfangreich. Über mehr als 50 Jahre hat er innerhalb der Revue Europe eine von ihm begründete literarischen Rundschau geschrieben. In diese Chronik stellte er französische und ausländische Veröffentlichungen, wobei er dem ursprünglichen Sinn der Revue treu blieb, der Entdeckung und Verbreitung von Literatur der «kleinen Länder».

## Ins Deutsche übersetzte Werke
- Das kleine Mädchen und die Taube. Eine schöne Erzählung. Deutsches Komitee der Kämpfer für den Frieden, Berlin 1950.
- Kinder des schwarzen Brotes. Übersetzt von Käte Arendt. Verlag Volk und Welt, Berlin 1952.
- Der Flieder von St. Lazare. Übersetzt von Rudolf Pabel. VVN Verlag, Berlin 1952.
- Rosalie Brousse. Übersetzt von Tilly Bergner. Petermänken-Verlag, Schwerin 1955.
- Die Schöne mit den Augen der Einsamkeit. Novellen. Übersetzt von Paul Schlicht. Verlag Tribüne, Berlin 1957.[2]
- Der Schulmeister. Übersetzt von Paul Schlicht. Verlag Tribüne, Berlin 1961.
- Der Gefiederte Schlange. Ein mexikanisch-pyrenäisches Abenteuer. Übersetzt von Brigitte Helmstaedt. Engelbert Verlag, Balve 1963, Gesamtausstattung von Heiner Rothfuchs.
  - Lizenzausgabe unter dem Titel Der Azteke von Fabiac. Ein Abenteuer in den Pyrenäen. Übersetzt von Brigitte Helmstaedt. Kinderbuchverlag, Berlin 1966, Illustrationen von José Sancha.
- Die Unbekannte. Erzählungen. Übersetzt von Karl Heinrich. Verlag Volk und Welt, Berlin 1963.[3]
- Der Mörder erhielt den Prix Goncourt. Kriminalroman. Übersetzt von Michael O. Güsten. Verlag Volk und Welt, Berlin 1965.
- Capitaine Frühling. Übersetzt von Eva Schewe. Kinderbuchverlag, Berlin 1967.
- Die Geheimnisse von Toulouse. Übersetzt von Tilly Bergner. Verlag Neues Leben, Berlin 1969.
- König Flötenton und Konsorten. Ein Stück für Kinder. Übersetzt von Wolfgang Frommel. Thienemanns Theaterverlag, Stuttgart 1971.[4]
- Gold und Blut. Übersetzt von Tilly Bergner. Verlag Neues Leben, Berlin 1973.
- Das Glück der zweiundsiebzig Tage. Übersetzt von Tilly Bergner. Verlag Neues Leben, Berlin 1977.
- Der Regenbogentee. Ein Märchen. Übersetzt von Marianne Schilow. Kinderbuchverlag, Berlin 1977, Illustrationen von Gerhard Lahr.
- Für 50 000 Dollar Kaugummi. Übersetzt von Olga und Erich Fetter. Kinderbuchverlag, Berlin 1980.
- Mandarin und Mandarine. Interlinearübersetzung von Thomas Dobberkau, nachgedichtet von Heinz Kahlau. Kinderbuchverlag, Berlin 1982, Illustrationen von René Moreu.

### Kollektive Werke
- Mit Z.K. Slabý u. a.: Das Geheimnis der orangenfarbenen Katze. Dt. Bearbeitung von Otfried Preußler, Thienemann Verlag, Stuttgart 1968.
- Mit Z.K. Slabý u. a.: Die Kleine Windsbraut Edeltraut. Dt. Bearbeitung von James Krüss, Thienemann Verlag, Stuttgart 1971.